# 已是香港明日
《緣來說再見》（英語：Already Tomorrow in Hong Kong）是2015年上映的美國喜劇電影，導演是Emily Ting，鄭智麟、布萊恩·加連伯格、吳耀漢主演。

## 劇情
Ruby(鄭智麟 飾)是洛杉磯的一個美籍華裔玩具設計師，因工作的原因初來香港。她在為難之際，邂逅了Josh(布萊恩·加連保格 飾)，一個移居香港的美國人。 Josh帶她玩遍了香港，逛了夜市街，而在遊覽的過程中，二人之間不可否認地產生了情愫。就在劇情向著意料之中的浪漫方向發展時，這段關係卻因為了一個意外地發現而畫上句號。
一年之後，Josh和Ruby在香港開往九龍的渡輪上偶然重逢，而此時，Ruby已經定居在香港，而Josh因為一年前Ruby的建議，也已經放棄了自己財務上的工作，專職寫作。儘管他們發現彼此都已經有了新的戀人，但還是選擇了一同夜遊香港。當他們來到一個地下音樂社的時候，他們再也隱藏不了心中的感情。長夜將盡，兩人終於迎來一個傾訴衷腸的好時機，而他們也要同時在對方和自己的戀人之間做出取捨。

## 角色
| 角色   | 演員                            | 備註 |
| ------ | ------------------------------- | ---- |
| Ruby   | 鄭智麟 Jamie Chung              |      |
| Josh   | 布萊恩·加連保格 Bryan Greenberg |      |
| 算命師 | 吳耀漢                          |      |

## 外部資料
- 互联网电影数据库（IMDb）上《已是香港明日》的资料（英文）
- 爛番茄上《已是香港明日》的資料（英文）
- Metacritic上《已是香港明日》的資料（英文）